# Loch Ness
El llac Ness (Loch Nis, en gaèlic escocès) és un llac d'Escòcia situat als Highlands, al sud-oest de la ciutat d'Inverness i al nord-est de Fort Augustus.

## Geografia
De forma molt allargada, el llac s'estén sobre aproximadament 35 km; la seva amplada varia d'1,2 a 2 km i la seva profunditat màxima és de 246m. Amb 56,4 km², és el segon llac més gran d'Escòcia en volum, després del llac Lomond. Les seves aigües són emprades per produir electricitat mitjançant un sistema de bombes i de turbines.
El llac Ness se situa sobre el trajecte del canal Caledonià que enllaça la costa est amb la costa oest d'Escòcia. El seu punt més meridional, prop de Fort Augustus, permet veure l'única illa del llac, Cherry Island, creada artificialment en la prehistòria (el que s'anomena un crannog).
Les ruïnes del castell d'Urquhart, a la riba nord, s'inclouen entre els principals indrets turístics de la regió. S'ha creat un petit museu a Drumnadrochit per presentar informacions relacionades amb el monstre del llac Ness.

## La llegenda del monstre del Loch Ness

Suposades formes dels albiraments del monstre del Llac Ness

El monstre del llac Ness, anomenat popularment Nessie, és una criatura llegendària, considerada habitualment un monstre de llac, que suposadament viu al llac Ness.
Juntament amb el Bigfoot i el Ieti, Nessie és possiblement el misteri més difós de la criptozoologia. La majoria de científics i altres experts afirmen que les proves que donen suport a l'existència de Nessie no són convincents, i consideren que aquests informes són fraus o identificacions errònies de criatures reals.
Si existeix, és possible que fos un rèptil marí, tot i que ja es podria haver extingit.
La versió tradicional del monstre, abans que es fessin conegudes les restes fòssils de grans rèptils, era la d'un cavall.